# CSI Ju Sport
La CSI Ju Sport è una squadra ciclistica di Gorla Minore nota soprattutto come vivaio femminile.
Nasce nel 1948 come società di atletica, del 1953 come squadra di ciclcismo maschile, dai primi anni ottanta si mette in luce nel campo femminile, annoverando fra le sue atlete Alessandra e Valeria Cappellotto, Sigrid e Ljudmilla Corneo, Noemi Cantele, Samantha Loschi, Anna Zugno, Eleonora Soldo e Valentina Recanati.
Il primo titolo italiano juniores arriva nel 1988, con Claudia Marsilio. A metà degli anni novanta, le atlete più in vista furono la varesina Monica Federico e soprattutto, la novarese Samantha Loschi. La Loschi portò tra gli altri due campionati italiani e il bronzo ai mondiali juniores a cronometro di Novo Mesto, nel 1996 e vincendo 20 gare in tre anni. Negli élite, coglievano i primi successi Sigrid Corneo, Moira Tarraran e Valentina Carretta.
Nel 1998 e 1999 Noemi Cantele vince due titoli italiani a Lari e Mozambano, arrivando sul podio anche nei mondiali di Verona, e cogliendo a Berna il suo primo successo da Elite.
Il 2002 è l'anno migliore con la vittoria a Zolder del mondiale su pista di Anna Zugno.

## Palmarès

### Campionati nazionali
Strada
- Campionati italiani: 3

Pista
- Campionati italiani: 7

### Altri successi
Per quattro volte corridori in forza alla Ju Sport si sono affermate ai campionati del mondo.
Campionati del mondo
- Cronometro Juniors: 1

2002 (Anna Zugno)
- Campionati del mondo di ciclismo su pista: 3